# Kamaka Hepa
Kamaka Qapqan Hepa (Barrow, 27 gennaio 2000) è un cestista statunitense.

## Palmarès
- Campione NIT (2019)